# Jean-Jacques Herbulot
Jean-Jacques Herbulot (Belval, 29 maart 1909 - Blois, 22 juli 1997) was een architect van de stad Parijs (13e arrondissement) en jachtontwerper. Hij ontwierp veel populaire kleine jachten, zoals:
- Caravelle
- Corsaire
- Cavale
- Cap Corse
- Mousquetaire
- Maraudeur
- Figaro vijf en Figaro zes
- Vaurien

Hij vertegenwoordigde Frankrijk op de Olympische Spelen van 1932, 1936, 1948 en 1956.
- Bibliothèque nationale de France: cb12612720q (data)
- International Standard Name Identifier: 0000 0000 0150 8392
- Virtual International Authority File: 7508678